# Телетріумф

Статуетка «Телетріумфу»

Телетріумф — національна телевізійна премія України, започаткована 14 грудня 2000 року Національною радою України з питань телебачення і радіомовлення.
Відповідно до офіційного сайту премії, її цілями є:
- відзначення найвагоміших досягнень телеіндустрії;
- стимулювання розвитку вітчизняного телевиробництва;
- створення високих стандартів телемовлення в Україні.

## Історія нагороди
Ініціатором створення премії став тогочасний член Нацради з питань телебачення і радіомовлення Микола Баграєв — засновник групи компаній «Таврійські ігри», у співпраці з якою в перші роки проводилась церемонія вручення нагород «Телетріумф».
У 2003 році співорганізатором конкурсу стала Асоціація «Індустріальний телевізійний комітет». У 2004 році канал «Інтер» провів першу трансляцію церемонії нагородження. У 2006 році церемонія нагородження відбулася у формі музично-розважального шоу, що транслювалося телеканалом «1+1».
Перша церемонія нагородження відбулась 25 квітня 2001 року в палаці «Україна» в Києві — премією «Телетріумф» було нагороджено телепрацівників у 14 номінаціях. Відтоді кількість номінацій щороку змінювалася. У 2012 році кількість номінацій сягнула 51.
Ведучою першої, другої і третьої церемонії стала телеведуча Тетяна Цимбал.
Вручення премії здебільшого відбувається у Києві (виключенням став 2005 рік, коли церемонія нагороди відбулася у Запоріжжі).
У 2007 році на церемонії нагород «Телетріумфу» вперше було вручено премію «Фаворит телепреси» — першу в Україні нагороду медіажурі в галузі телебачення, організатором якої стала «Телекритика». У 2009 році премію «Фаворит телепреси» було відокремлено від «Телетріумфу».
Заявки на участь у конкурсі з 2010 року подаються через офіційний сайт премії.
У 2010 році введено номінацію «Спеціальний приз премії Телетріумф». Лауреат визначається самими членами Журі. В 2010 та 2011 році в цій номінації перемагав Володимир Бородянський, Голова правління телеканалу «СТБ».
З 2012 року до організатора Премії — Індустріального Телевізійного Комітету, в якості співорганізатора долучилася Громадська організація «Українська Телевізійна Академія». Цього ж року було введено номінацію «Відкриття року». Номінантів визначає Експертна рада і передає списки до голосування членам Журі. В номінацію подаються особи (сценаристи, режисери, ведучі, оператори…) або твори (проекти), які є одними з найяскравіших відкриттів року — дебютом року. У 2012 році нагороду отримали українські дитячі канали «Піксель» та «Плюсплюс».
З 2012 року відбулось розділення членів журі на три пули: національний пул журі, регіональний пул журі, члени Національної Ради України з питань телебачення та радіомовлення.
У 2013 році трансляція здійснювалася каналом 1+1 онлайн на каналі YouTube
У 2015 році премія проводилася одразу за два роки спільно — 2014—2015.
Непередбачувані важкі події останніх двох років, які стали причиною багатьох трагічних випробувань для України, не обійшли й телевізійну і кіноіндустрію та стали причиною відміни «Телетріумфу» у 2014 році.
12 листопада відбулася прес-конференція, на якій організаторами було оголошено список учасників, котрі увійшли в трійки-четвірки у всіх номінаціях. А от самі переможці стали відомі 2 грудня на урочистій церемонії вручення нагороди «Телетріумф», яка проходила у Національному оперному театрі імені Тараса Шевченка.
Група StarLightMedia, організатор проведення церемонії нагородження та ТВ-трансляції «Телетріумфу 2014—2015», запропонувала учасникам премії новий — глядацький — підхід до організації проведення церемонії нагородження і створення телевізійної версії премії. Церемонія тривала лише дві з половиною години та була у гумористичному дусі. Ведучими стали Дмитро Танкович та Сергій Притула. Між нагородженням переможців виступили: Джамала, Pianoboy та Бумбокс.
Режисером-постановником церемонії був директор StarLight Films Максим Литвинов, режисером телевізійної версії — Олена Захарчук, режисер-постановник телеканалу СТБ. Декорації створили StarLight Scenery, технічне забезпечення події — від StarLight Rental. Трансляцію показали на телеканалі СТБ 13 грудня.
8 грудня 2016 року у івент-холі Freedom відбулася церемонія нагородження переможців Національної премії України «Телетріумф», Організатором церемонії урочистого нагородження у 2016 році було обрано StarLightEntertaiment, а її ведучими стали Зеленський Володимир Олександрович та Марія Єфросініна.

## Статистика
| роки      | Кількість номінацій | Кількість поданих заявок | Кількість експертів | Дата церемонії | Місце проведення церемонії                                             | Телевізійна трансляція                   |
| --------- | ------------------- | ------------------------ | ------------------- | -------------- | ---------------------------------------------------------------------- | ---------------------------------------- |
| 2001      | 14                  | 115                      | 72                  | 25 квітня      | Київ, палац «Україна»                                                  |                                          |
| 2002      | 21                  | 258                      | 100                 | 22 березня     | Київ, Президент Готель                                                 |                                          |
| 2003      | 20                  | 217                      | 103                 | 5 квітня       | Київ, Президент Готель                                                 |                                          |
| 2004      | 17                  | 250                      | 66                  | 26 березня     | Київ, Жовтневий палац                                                  | Інтер                                    |
| 2005      | 20                  | 251                      | 106                 | 25 червня      | Запоріжжя                                                              |                                          |
| 2006      | 19                  | 256                      | 76                  | 23 серпня      | Київ, палац «Україна»                                                  | 1+1                                      |
| 2007      | 19                  | 254                      | 118                 | 23 серпня      | Київ, палац «Україна»                                                  | Новий канал                              |
| 2008      | 19                  | 263                      | 69                  | 29 серпня      | Київ, Національний академічний театр опери і балету ім. Т. Г. Шевченка | Національна телевізійна компанія України |
| 2009      | 24                  | 223                      | 89                  | 4 вересня      | Київ, Жовтневий палац                                                  | 1+1                                      |
| 2010      | 47                  | 300                      | 40                  | 14 жовтня      | Київ, Жовтневий палац                                                  | Новий канал                              |
| 2011      | 39                  | 292                      | 90                  | 17 листопада   | Київ, Національний академічний театр опери і балету ім. Т. Г. Шевченка | Інтер                                    |
| 2012      | 51                  | 364                      | 112                 | 30 листопада   | Київ, палац «Україна»                                                  | Канал Україна                            |
| 2013      | 46                  | 332                      | 161                 | 13 лютого 2014 | Київ (онлайн трансляція на сайті премії)                               | 1+1 (онлайн трансляція)                  |
| 2014-2015 | 42                  | 345                      | 196                 | 2 грудня       | Київ, Національний академічний театр опери і балету ім. Т. Г. Шевченка | СТБ                                      |
| 2016      | 42                  | 320                      | 167                 | 8 грудня       | Київ, івент-хол Freedom                                                |                                          |
| 2017      | 73                  |                          |                     | 25 квітня 2018 | Київ, концерт-хол Stereo Plaza                                         |                                          |

### Найбільшу кількість нагород отримали
| Прізвище, ім'я / назва роботи                                                                                   | Кількість отриманих статуеток | Рік, номінація |
| --- | ----------------------------- | --- |
| Мазур Алла | 7                             | - 2016 Ведучий/ведуча інформаційної, інформаційно-аналітичної програми - 2015 Ведучий/ведуча інформаційної, інформаційно-аналітичної програми - 2013 Ведучий/ведуча інформаційно-аналітичної програми - 2012 Ведучий/ведуча інформаційно-аналітичної програми - 2010 Ведучий/ведуча інформаційної програми - 2003 Ведучий інформаційної програми - 2001 Ведучий інформаційної програми |
| Свобода Слова (ICTV)                                                                                            | 6                             | - 2013 Політичне ток-шоу - 2012 Політичне ток-шоу - 2011 Соціально-політичне шоу - 2009 Ток-шоу - 2007 Суспільно-політична передача - 2006 Ток-шоу |
| Дизайн каналу 1+1                                                                                               | 6                             | - 2016 Телевізійний дизайн - 2008 Телевізійний дизайн - 2007 Телевізійний дизайн - 2006 Телевізійний дизайн - 2002 Телевізійний дизайн - 2001 Телевізійний дизайн |
| Гроші (1+1) | 5                             | - 2016 Програма журналістських розслідувань - 2015 Програма журналістських розслідувань - 2013 Спеціальний репортаж - 2012 Спеціальний репортаж - 2011 Спеціальний репортаж |
| Фроляк Олена | 4                             | - 2012 Ведучий/ведуча інформаційної програми - 2011 Ведучий/ведуча інформаційної програми - 2007 Ведучий/ведуча інформаційної програми - 2002 Ведучий/ведуча інформаційної програми |
| Найрозумніший (1+1/Інтер)                                                                                       | 4                             | - 2010 Програма для дітей - 2009 Дитяча передача - 2008 Дитяча програма - 2004 Дитяча програма |
| Вікна-новини (СТБ)                                                                                              | 4                             | - 2011 Інформаційна програма - 2010 Інформаційна програма - 2009 Інформаційна програма - 2007 Інформаційна програма |
| Факти тижня з Оксаною Соколовою (ICTV)                                                                          | 4                             | - 2011 Інформаційно-аналітична програма - 2010 Інформаційно-аналітична програма - 2009 Підсумкова (аналітична) передача - 2007 Підсумкова (аналітична) передача |
| Цаплієнко Андрій                                                                                                | 4                             | - 2007 Репортер - 2004 Репортер - 2003 Репортер - 2002 Репортер |
| Зеленський Володимир                                                                                            | 4                             | - 2015 Ведучий/ведуча розважальної програми - 2013 Ведучий/ведуча розважальної програми - 2012 Ведучий/ведуча розважальної програми - 2010 Сценарист телепрограми |
| Вечірній Квартал (Квартал 95)                                                                                   | 4                             | - 2015 Гумористична програма - 2013 Гумористична програма - 2012 Гумористична програма - 2011 Оригінальна розважальна програма |
| Вацко Віктор | 5                             | - 2016 Спортивний коментатор - 2015 Спортивний коментатор - 2013 Спортивний коментатор - 2012 Спортивний коментатор - 2010 Спортивний коментатор |
| Горбунов Юрій                                                                                                   | 3                             | - 2008 Ведучий розважальної передачі - 2007 Ведучий розважальної передачі - 2004 Ведучий шоу-програми |
| Сценарна група серіалу «Свати» (Квартал 95)                                                                     | 3                             | - 2012 Сценарист (сценарна група) телевізійного фільму/міні-серіалу/серіалу - 2011 Сценарист (сценарна група) телевізійного фільму/міні-серіалу/серіалу - 2010 Сценарист (сценарна група) телевізійного фільму/міні-серіалу/серіалу |
| ТСН (1+1) | 3                             | - 2013 Інформаційна програма - 2008 Інформаційна передача (новини) - 2006 Інформаційна програма |
| Пілютікова Галина                                                                                               | 3                             | - 2012 Продюсер (продюсерська група) телевізійної програми - 2010 Продюсер телепрограми - 2009 Продюсер телепрограми |
| Яковлев Андрій                                                                                                  | 3                             | - 2012 Режисер/постановник (режисерська група) телевізійного художнього фільму/серіалу - 2011 Режисер телевізійного фільму/серіалу - 2010 Режисер телевізійного фільму/серіалу |
| Телевізійний дизайн М1                                                                                          | 3                             | - 2012 Телевізійний дизайн (ID) каналу - 2011 Телевізійний дизайн каналу - 2004 Телевізійний дизайн |
| Шанс (Інтер) | 3                             | - 2007 Музична передача - 2006 Розважальна програма - 2004 Телевізійна гра |
| Долбілов Сергій                                                                                                 | 3                             | - 2003 Сценарист - 2004 Режисер (програми/фільму/серіалу/кліпу/шоу) - 2012 Режисер/постановник (режисерська група) телевізійного документального фільму |
| Стосується кожного (Інтер)                                                                                      | 3                             | - 2013 Промокампанія (комплексна) - 2013 Телевізійний дизайн програми - 2013 Аудіодизайн |
| Сценарна група програми «Вечірній квартал» (Квартал 95)                                                         | 4                             | - 2016 Сценарист (сценарна група) телевізійної програми - 2015 Сценарист, сценарна група телевізійної програми - 2013 Сценарист (сценарна група) телевізійної програми - 2012 Сценарист (сценарна група) телевізійної програми |
| Факти (ICTV) | 3                             | - 2015 Інформаційна, інформаційно-аналітична програма - 2003 Інформаційна програма - 2002 Інформаційна програма |
| Х-фактор — 6 сезон (СТБ)                                                                                        | 3                             | - 2015 Телевізійний дизайн програми - 2012 Форматна програма - 2011 Форматна розважальна програма |
| ТСН. Тиждень (1+1)                                                                                              | 3                             | - 2016 Інформаційна/Інформаційно-аналітична програма - 2013 Інформаційно-аналітична програма - 2012 Інформаційно-аналітична програма |
| Ступка Богдан                                                                                                   | 2                             | - 2012 Актор телевізійного фільму/серіалу (виконавець чоловічої ролі) - 2004 Актор/актриса (фільму/серіалу) |
| Таран Лідія | 2                             | - 2008 Ведучий інформаційної програми - 2003 Спортивний коментатор, ведучий спортивної програми |
| Куликов Андрій                                                                                                  | 2                             | - 2013 Ведучий/ведуча ток-шоу - 2011 Ведучий/ведуча ток-шоу |
| Добровольська Людмила                                                                                           | 2                             | - 2011 Ведучий/ведуча програми будь-якого формату — регіон - 2010 Ведучий/ведуча програми будь-якого формату — регіон |
| Кароль Тіна | 2                             | - 2008 Ведучий розважальної передачі - 2007 Ведучий розважальної передачі |
| Марченко Оксана                                                                                                 | 2                             | - 2011 Ведучий/ведуча розважальної програми - 2010 Ведучий/ведуча розважальної програми |
| Велика різниця по-українськи                                                                                    | 2                             | - 2011 Гумористична програма - 2010 Гумористична програма |
| Уроки тітоньки Сови                                                                                             | 2                             | - 2005 Дитяча програма - 2002 Програма для дітей |
| День Сіті (СІТІ)                                                                                                | 2                             | - 2011 Інформаційна програма — регіон - 2010 Інформаційна програма — регіон |
| Степанов Олексій                                                                                                | 2                             | - 2003 Оператор телепрограми - 2002 Оператор телепрограми |
| 180 градусів (Еммануїл)                                                                                         | 2                             | - 2013 Програма будь-якого формату — регіон - 2012 Програма будь-якого формату — регіон |
| Городничий Руслан                                                                                               | 2                             | - 2010 Продюсер телепрограми - 2009 Продюсер телепрограми |
| Закрита зона (5 канал)                                                                                          | 2                             | - 2006 Публіцистична програма - 2005 Публіцистична програма |
| Кошовий Володимир                                                                                               | 2                             | - 2012 Художник — постановник телепрограми - 2011 Художник — постановник телепрограми |
| Пелих Ігор | 2                             | - 2003 Ведучий розважальної програми - 2009 За особистий внесок у розвиток українського телебачення премія «Телетріумф» |
| Бородянський Володимир                                                                                          | 2                             | - 2011 Спеціальний приз премії Телетріумф - 2010 Спеціальний приз премії Телетріумф |
| Серіал Свати (Інтер)                                                                                            | 2                             | - 2011 Телевізійний художній серіал - 2010 Телевізійний художній серіал |
| Телевізійний дизайн ICTV                                                                                        | 2                             | - 2013 Телевізійний дизайн (ID) каналу - 2003 Телевізійний дизайн |
| Великий бокс, (ІНТЕР)                                                                                           | 2                             | - 2013 Спортивна програма - 2012 Спортивна програма |
| Третій тайм (ICTV)                                                                                              | 2                             | - 2011 Спортивна програма - 2010 Спортивна програма |
| Говорить Україна (Україна)                                                                                      | 3                             | - 2016 Суспільно-соціальне ток-шоу - 2013 Суспільно-соціальне ток-шоу - 2012 Суспільно-соціальне ток-шоу |
| Гордість країни (Новий канал)                                                                                   | 2                             | - 2010 Соціально-політичне шоу - 2008 Навчальна, пізнавальна, культурологічна, соціальна передача |
| Україна має талант (1, 2) (СТБ)                                                                                 | 2                             | - 2010 Розважальна програма - 2009 Розважальна програма |
| Танці з зірками (1+1)                                                                                           | 2                             | - 2008 Розважальна програма - 2007 Розважальна програма |
| Підйом (Новий канал)                                                                                            | 2                             | - 2002 Телевізійне шоу - 2001 Телевізійне шоу |
| Ольга Кашпор | 2                             | - 2013 Репортер - 2012 Репортер |
| Горбунов Олексій                                                                                                | 2                             | - 2015 Актор телевізійного фільму, серіалу - 2011 Актор телевізійного фільму/серіалу (виконавець чоловічої ролі) |
| «Нюхач» (FILM.UA)                                                                                               | 2                             | - 2015 Телевізійний художній серіал - 2015 Відкриття року (Спеціальна нагорода премії Телетріумф) |
| Школа лікаря Комаровського (Інтер)                                                                              | 1                             | - 2010 Пізнавальна програма. Стиль життя - 2011 Програма для дітей |
| Караоке на Майдані (Prime Time)                                                                                 | 1                             | - 2008 Музична передача - 2003 Телевізійна гра |
| Джентльмен-шоу (Інтер)                                                                                          | 1                             | - 2001 Гумористична програма |
| В гостях у Дьоми (Приват-TV — т/о Дітвора, м. Харків)                                                           | 1                             | - 2001 Програма для дітей |
| Репортер (Новий канал)                                                                                          | 1                             | - 2001 Інформаційна програма — загальнонаціональні випуски |
| Теми дня (ТВА, м. Чернівці)                                                                                     | 1                             | - 2001 Місцеві новини (щоденні регіональні випуски) |
| Мелорама (Інтер)                                                                                                | 1                             | - 2001 Музика на телебаченні |
| Орлянкін Олег                                                                                                   | 1                             | - 2001 Оператор телепрограми |
| Життя тварин (Інтер)                                                                                            | 1                             | - 2001 Науково-популярна програма |
| Матешко Анатолій                                                                                                | 1                             | - 2001 Режисер телепрограми |
| Шевченко Артем                                                                                                  | 1                             | - 2001 Репортер |
| Зінченко Євген                                                                                                  | 1                             | - 2001 Спортивний коментатор, ведучий спортивної програми |
| Прихована камера (Про ТБ,1+1)                                                                                   | 1                             | - 2002 Гумористична програма на загально-українському каналі |
| Маски — шоу (ТРК Аліса)                                                                                         | 1                             | - 2002 Гумористична програма на регіональному каналі |
| Бізнес-кава (ТРК Студія Плюс, ТРК Ера, НТКУ)                                                                    | 1                             | - 2002 Економічна програма |
| Алекс-інформ (ТРК Алекс)                                                                                        | 1                             | - 2002 Місцеві новини (щоденні регіональні випуски) |
| Решето — Співачка Росава (ТЕТ)                                                                                  | 1                             | - 2002 Музика на телебаченні на регіональному каналі |
| М — файли (М1, ICTV)                                                                                            | 1                             | - 2002 Музика на телебаченні на загально-українському каналі |
| Я знаю (ТВА) | 1                             | - 2002 Науково–популярна програма на регіональному каналі |
| Тайные истории. Затерянный мир в бездне (студія Дмитра Харитонова, 21-й век, 1+1)                               | 1                             | - 2002 Науково-популярна програма на загально-українському каналі |
| N-ний кілометр. Афганістан (Інтер)                                                                              | 1                             | - 2002 Публіцистична програма |
| Горов Семен | 1                             | - 2002 Режисер телепрограми |
| Сергій Полховський                                                                                              | 1                             | - 2002 Спортивний тележурналіст |
| Косарєв Сергій                                                                                                  | 1                             | - 2002 Сценарист телепрограми |
| В пошуках скарбів (34 канал)                                                                                    | 1                             | - 2002 Телевізійне шоу на регіональному каналі |
| Искушения доктора Фауста з міні-серіалу Любовный треугольник (Маски)                                            | 1                             | - 2003 Гумористична програма |
| LG-Евріка (Інтер)                                                                                               | 1                             | - 2003 Програма для дітей |
| Вікна-бізнес (СТБ)                                                                                              | 1                             | - 2003 Економічна програма |
| tvій формат Скрябін (М1)                                                                                        | 1                             | - 2003 Музика на телебаченні |
| Бачу Землю! (НТКУ)                                                                                              | 1                             | - 2003 Науково-популярна програма |
| Спецрепортер (Новий канал)                                                                                      | 1                             | - 2003 Публіцистична програма |
| Буковський Сергій (м. Київ)                                                                                     | 1                             | - 2003 Режисер |
| Галопом по Європах (ICTV)                                                                                       | 1                             | - 2003 Розважальна програма |
| Без табу з Ольгою Герасим'юк (1+1)                                                                              | 1                             | - 2003 Ток-шоу |
| Мащенко Іван | 1                             | - 2003 За особистий внесок у розвиток українського телебачення премія «Телетріумф» |
| Зінченко Олександр                                                                                              | 1                             | - 2003 За особистий внесок у розвиток українського телебачення премія «Телетріумф» |
| Коберник Іванна                                                                                                 | 1                             | - 2004 Ведучий інформаційної програми (новини/спортивної програми/економічної/культурологічної/науково-популярної) |
| Докладно з Дмитром Кисельовим (ICTV)                                                                            | 1                             | - 2004 Інформаційна програма (новини/спортивна програма/ економічна/ культурологічна/ науково-популярна) |
| Калугін Антон                                                                                                   | 1                             | - 2004 Оператор (програми/фільму/серіалу/кліпу/шоу) |
| Легенди старого Львова (ТРК Люкс)                                                                               | 1                             | - 2004 Найкраща регіональна програма |
| Павлов Михайло                                                                                                  | 1                             | - 2004 Продюсер (програми/фільму/серіалу/кліпу/шоу) |
| Д\ф Незалежність. Український варіант (Новий канал)                                                             | 1                             | - 2004 Публіцистика/документальний фільм (науково-популярний/економічний) |
| Tvій формат: Океан Ельзи (М1)                                                                                   | 1                             | - 2004 Розважальна (музична/гумористична) |
| Я так думаю (1+1)                                                                                               | 1                             | - 2004 Ток-шоу |
| За двома зайцями (Інтер)                                                                                        | 1                             | - 2004 Фільм/серіал (телевізійний фільм/серіал) |
| Цимбал Тетяна                                                                                                   | 1                             | - 2004 За особистий внесок у розвиток українського телебачення премія «Телетріумф» |
| Шевченко Андрій                                                                                                 | 1                             | - 2005 Ведучий інформаційної програми |
| Фролова Василіса                                                                                                | 1                             | - 2005 Ведучий розважальної програми |
| Обличчя протесту (Шевченко Андрій, ГО Республіка)                                                               | 1                             | - 2005 Документальний фільм |
| Час (5 канал)                                                                                                   | 1                             | - 2005 Інформаційна програма |
| Назаров Юрій | 1                             | - 2005 Оператор |
| Київські мініатюри (ТРК Київ)                                                                                   | 1                             | - 2005 Найкраща регіональна програма |
| Коваль Валентин                                                                                                 | 1                             | - 2005 Продюсер |
| Кравчишин Іван                                                                                                  | 1                             | - 2005 Режисер |
| Цеголко Святослав                                                                                               | 1                             | - 2005 Репортер |
| Дивись! (ТЕТ)                                                                                                   | 1                             | - 2005 Розважальна програма |
| Шоу Іванни Найди (Студія Пілот)                                                                                 | 1                             | - 2005 Ток-шоу |
| Артеменко Юрій                                                                                                  | 1                             | - 2005 За особистий внесок у розвиток українського телебачення премія «Телетріумф» |
| Брикайло Тарас                                                                                                  | 1                             | - 2005 За особистий внесок у розвиток українського телебачення премія «Телетріумф» |
| Ванникова Ірина                                                                                                 | 1                             | - 2006 Ведучий інформаційної програми |
| Ступка Остап | 1                             | - 2006 Ведучий розважальної програми |
| Хочу бути зіркою (1+1)                                                                                          | 1                             | - 2006 Дитяча програма |
| Батурин. Загублена столиця (Нова студія)                                                                        | 1                             | - 2006 Документальний фільм |
| Азаренко Сергій                                                                                                 | 1                             | - 2006 Оператор |
| Екстремальний вікенд (НТА)                                                                                      | 1                             | - 2006 Найкраща регіональна програма |
| Оселедчик Володимир                                                                                             | 1                             | - 2006 Продюсер |
| Даруга Олександр                                                                                                | 1                             | - 2006 Режисер |
| Богатирські ігри (1+1)                                                                                          | 1                             | - 2006 Найкраща спортивна програма |
| Грубич Костянтин                                                                                                | 1                             | - 2006 Репортер |
| Факти. Спорт з Ігорем Мірошниченком (ICTV)                                                                      | 1                             | - 2006 Найкраща спортивна програма |
| Леся + Рома (ICTV)                                                                                              | 1                             | - 2006 Серіал |
| Мазепа: кохання, велич, зрада (1+1)                                                                             | 1                             | - 2006 Телефільм |
| Роднянський Олександр                                                                                           | 1                             | - 2006 За особистий внесок у розвиток українського телебачення премія «Телетріумф» |
| Срібний апельсин (ТРК Україна)                                                                                  | 1                             | - 2007 Дитяча програма |
| Війна та мир (Інтер)                                                                                            | 1                             | - 2007 Документальний фільм (серіал) |
| Підсумки (ТРК Люкс)                                                                                             | 1                             | - 2007 Місцеві новини |
| Чорним по білому (1+1)                                                                                          | 1                             | - 2007 Інформаційно-розважальна передача |
| Вікна-новини (СТБ)                                                                                              | 1                             | - 2007 Спеціальна номінація від журналістів |
| Документ, Собор на крові (1+1)                                                                                  | 1                             | - 2007 Навчальна, пізнавальна, культурологічна, соціальна передача |
| Сорока Віктор                                                                                                   | 1                             | - 2007 Репортер |
| Гол! (Новий канал)                                                                                              | 1                             | - 2007 Спортивна передача |
| Жавроцький Костянтин                                                                                            | 1                             | - 2007 За особистий внесок у розвиток українського телебачення премія «Телетріумф» |
| Рахманін Сергій                                                                                                 | 1                             | - 2008 Дебют |
| Ген жорстокості (Інтер)                                                                                         | 1                             | - 2008 Документальний фільм (серіал) |
| Наш репортер (ТРК Люкс)                                                                                         | 1                             | - 2008 Місцеві новини |
| Цикл сюжетів ТСН про віднайдені українські реліквії в Королівстві Швеція (1+1)                                  | 1                             | - 2008 Відроджена Історія |
| За Вікнами (СТБ)                                                                                                | 1                             | - 2008 Спеціальна номінація: Фаворит телепреси |
| Паралельний світ (Студія Пілот)                                                                                 | 1                             | - 2008 Навчальна, пізнавальна, культурологічна, соціальна передача |
| Усенко Світлана                                                                                                 | 1                             | - 2008 Репортер |
| Подробиці тижня (Інтер)                                                                                         | 1                             | - 2008 Суспільно-політична передача |
| Великі українці (Інтер)                                                                                         | 1                             | - 2008 Спеціальний проект (позажанрова передача) |
| Журнал Ліги чемпіонів УЄФА Про Лігу (1+1)                                                                       | 1                             | - 2008 Спортивна передача |
| Лінецький Віталій                                                                                               | 1                             | - 2009 Актор, акторка телевізійного фільму/серіалу |
| Попов Сергій | 1                             | - 2009 Ведучий/ведуча інформаційної програми |
| Доманський Андрій                                                                                               | 1                             | - 2009 Ведучий/ведуча розважальної програми |
| Фаїна. Війна спецслужб (ICTV)                                                                                   | 1                             | - 2009 Документальний фільм/серіал |
| Шоуманія (Новий канал)                                                                                          | 1                             | - 2009 Музична програма |
| Соловйов Сергій                                                                                                 | 1                             | - 2009 Оператор телепрограми, телевізійного фільму/серіалу |
| День-Сіті (СІТІ)                                                                                                | 1                             | - 2009 Регіональна програма — спеціальна премія для регіональних телекомпаній |
| Коровченко Богдан                                                                                               | 1                             | - 2009 Режисер телепрограми, телевізійного фільму/серіалу |
| Соколенко Наталя                                                                                                | 1                             | - 2009 Репортер |
| Футбольний Уік-енд (ТРК Україна)                                                                                | 1                             | - 2009 Спортивна передача |
| Спецрозслідування. Повна пасторизація (ICTV)                                                                    | 1                             | - 2009 Сценарій телевізійного твору |
| Ідентифікатори Нового каналу: теніс, ґудзики, лук, мильні бульки, оси, шоу-феєрверк, бізнес-центр (Новий канал) | 1                             | - 2009 Найкращий дизайн твору чи каналу |
| Доярка з Хацапетівки 2: Виклик долі (Нова Студія)                                                               | 1                             | - 2009 Телесеріал |
| Дорогі діти (ICTV)                                                                                              | 1                             | - 2009 Телефільм |
| Доктор Хаус (СТБ)                                                                                               | 1                             | - 2009 Найкращий україномовний переклад |
| Добронравов Федір                                                                                               | 1                             | - 2010 Актор телевізійного фільму/серіалу (виконавець чоловічої ролі) |
| Артем'єва Людмила                                                                                               | 1                             | - 2010 Акторка телевізійного фільму/серіалу (виконавиця жіночої ролі) |
| Доктор Хайм. Експерименти над людьми (Інтер)                                                                    | 1                             | - 2010 Телевізійний документальний фільм |
| Угаров Сергій                                                                                                   | 1                             | - 2010 Звукорежисер телепрограми |
| Дяченко Олександр                                                                                               | 1                             | - 2010 Звукорежисер телевізійного фільму/серіалу |
| У пошуках істини: подвійне життя Йосипа Сталіна (СТБ)                                                           | 1                             | - 2010 Історична програма |
| Олесов Єгор | 1                             | - 2010 Композитор телевізійного художнього фільму/серіалу |
| Меладзе Костянтин                                                                                               | 1                             | - 2010 Композитор телепрограми |
| Аскаров Радик                                                                                                   | 1                             | - 2010 Оператор/постановник телевізійного художнього фільму/серіалу |
| Метальов Юрій                                                                                                   | 1                             | - 2010 Оператор/постановник телевізійної програми |
| 7 Днів Сіті (СІТІ)                                                                                              | 1                             | - 2010 Програма будь-якого формату — регіон |
| Федосенко Яна                                                                                                   | 1                             | - 2010 Режисер/постановник (режисерська група) телевізійної програми |
| Андрушко Сергій                                                                                                 | 1                             | - 2010 Репортер |
| Дегтяр Олександр                                                                                                | 1                             | - 2010 Світлова режисура телепрограми |
| Танго з Дакаром (Інтер))                                                                                        | 1                             | - 2010 Спеціальний репортаж |
| У Бога за пазухою (1+1)                                                                                         | 1                             | - 2010 Спеціальний репортаж |
| Сусіди (Інтер)                                                                                                  | 1                             | - 2010 Телевізійна новела |
| Заставка проекта БУМ — Битва Українських міст (Інтер)                                                           | 1                             | - 2010 Телевізійний дизайн |
| Последний гетьман из цикла Тайная история Украины (студія Дмитра Харитонова)                                    | 1                             | - 2010 Телевізійний документальний серіал |
| Паршиві вівці (FILM.UA)                                                                                         | 1                             | - 2010 Телевізійний художній фільм/ міні-серіал |
| Теорія брехні (1+1)                                                                                             | 1                             | - 2010 Україномовний переклад (дубляж) |
| Бєлоус Олег | 1                             | - 2010 Художник по світлу телевізійного фільму/серіалу |
| Балашов Максим                                                                                                  | 1                             | - 2010 Художник по світлу телепрограми |
| Мироненко Геннадій                                                                                              | 1                             | - 2010 Художник-постановник телевізійної програми |
| Ухов Олег | 1                             | - 2010 Художник — постановник телевізійного фільму/серіалу |
| Слободян Микола                                                                                                 | 1                             | - 2010 За особистий внесок у розвиток українського телебачення премія «Телетріумф» |
| Кравченко Тетяна                                                                                                | 1                             | - 2011 Акторка телевізійного фільму/серіалу (виконавиця жіночої ролі) |
| Соколова Оксана                                                                                                 | 1                             | - 2011 Ведучий/ведуча інформаційно-аналітичної програми |
| Майже доросла. Щоденник двадцятирічної (СТБ)                                                                    | 1                             | - 2011 Телевізійний документальний фільм |
| Свіжа кров від Djuice на М1 (М1)                                                                                | 1                             | - 2011 Музична програма. Популярна музика |
| Ламах Олексій                                                                                                   | 1                             | - 2011 Оператор/постановник телевізійного художнього фільму/серіалу |
| Сметанін Юрій                                                                                                   | 1                             | - 2011 Оператор/постановник телевізійної програми |
| ЛЕГЕНДИ СІТІ, (СІТІ)                                                                                            | 1                             | - 2011 Програма будь-якого формату — регіон |
| Продюсерська група фільму «Балада про Бомбера»                                                                  | 1                             | - 2011 Продюсер (продюсерська група) телевізійного фільму/ серіалу |
| Рапп Анна | 1                             | - 2011 Продюсер (продюсерська група) телевізійної програми |
| Літвінов Максим                                                                                                 | 1                             | - 2011 Режисер/постановник (режисерська група) телевізійної програми |
| Червакова Ольга                                                                                                 | 1                             | - 2011 Репортер |
| Оніщук Тала | 1                             | - 2011 Сценарист (сценарна група) телевізійної програми |
| Інший футбол (ICTV)                                                                                             | 1                             | - 2011 Телевізійний дизайн програми |
| Клан Сопрано (TV +)                                                                                             | 1                             | - 2011 Україномовний переклад (дубляж) |
| Сніданок з 1+1 (1+1)                                                                                            | 1                             | - 2011 Ранкова передача |
| Пекельна кухня (1+1)                                                                                            | 1                             | - 2011 Кулінарна програма |
| Кудін В'ячеслав                                                                                                 | 1                             | - 2011 За особистий внесок у розвиток українського телебачення премія «Телетріумф» |
| Вітовська Ірма                                                                                                  | 1                             | - 2012 Акторка телевізійного фільму/серіалу (виконавиця жіночої ролі) |
| Комаровський Євген                                                                                              | 1                             | - 2012 Ведучий/ведуча ток-шоу |
| Добродомов Дмитро                                                                                               | 1                             | - 2012 Ведучий/ведуча програми будь-якого формату — регіон |
| Поява українських дитячих каналів (Піксель, ПлюсПлюс)                                                           | 1                             | - 2012 Відкриття року |
| Школа юного суперагента (Національна телекомпанія України)                                                      | 1                             | - 2012 Програма для дітей |
| Свати: життя без гриму (Квартал 95)                                                                             | 1                             | - 2012 Телевізійний документальний фільм/цикл |
| Подробиці(Інтер)                                                                                                | 1                             | - 2012 Інформаційна програма |
| Час новин Донбасу (Телеканал Донбас)                                                                            | 1                             | - 2012 Інформаційна програма — регіон |
| Ревізор (Новий канал)                                                                                           | 1                             | - 2012 Інформаційно-розважальна програма |
| Дорофєєв Сергій                                                                                                 | 1                             | - 2012 Інтерв'юер |
| 10 років перші (М1)                                                                                             | 1                             | - 2012 Музична програма/фільм |
| Коваленко Олексій                                                                                               | 1                             | - 2012 Оператор/постановник телевізійної програми |
| EURO 2012 (Україна)                                                                                             | 1                             | - 2012 Ефірне промо, промокампанія |
| Майданс. 2012 (Інтер)                                                                                           | 1                             | - 2012 Промокампанія (комплексна) |
| Бугрімова Ксенія                                                                                                | 1                             | - 2012 Режисер/постановник (режисерська група) телевізійної програми |
| Карпій Сергій                                                                                                   | 1                             | - 2012 Репортер-регіон |
| Денисов Олександр                                                                                               | 1                             | - 2012 Ведучий/ведуча спортивних програм |
| Жіночий лікар (FILM.UA)                                                                                         | 1                             | - 2012 Телевізійна новела |
| Пекельна кухня-2 (1+1)                                                                                          | 1                             | - 2012 Телевізійний дизайн програми |
| Серце підкаже (Інтер)                                                                                           | 1                             | - 2012 Аудіодизайн, звукове оформлення |
| Великий футбол (Україна)                                                                                        | 1                             | - 2012 Дизайн студії |
| Слонь Ольга | 1                             | - 2012 Стиліст |
| Острів непотрібних людей (Star Media)                                                                           | 1                             | - 2012 Телевізійний художній серіал |
| Байки Мітяя (Квартал 95)                                                                                        | 1                             | - 2012 Телевізійний сітком/ скетчком |
| Янголи війни (FILM.UA)                                                                                          | 1                             | - 2012 Телевізійний художній фільм/ міні-серіал |
| Люба Агнешко (Херсонська обласна державна телерадіокомпанія)                                                    | 1                             | - 2012 Документальний фільм — регіон |
| Гра престолів (ТЕТ)                                                                                             | 1                             | - 2012 Україномовний переклад (дубляж) |
| Свати біля плити (Інтер)                                                                                        | 1                             | - 2012 Кулінарна програма |
| Ткаченко Євгенія                                                                                                | 1                             | - 2012 За особистий внесок у розвиток українського телебачення премія «Телетріумф» |
| Стрельніков Сергій                                                                                              | 1                             | - 2013 Актор телевізійного фільму/серіалу (виконавець чоловічої ролі) |
| Жураківська Олеся                                                                                               | 1                             | - 2013 Акторка телевізійного фільму/серіалу (виконавиця жіночої ролі) |
| Мосейчук Наталя                                                                                                 | 1                             | - 2013 Ведучий/ведуча інформаційної програми |
| Кіпіані Вахтанг                                                                                                 | 1                             | - 2013 Ведучий/ведуча програми будь-якого формату — регіон |
| Світанок (ICTV)                                                                                                 | 1                             | - 2013 Програма для дітей |
| Богдан Ступка. Забудьте слово «смерть» (Інтер)                                                                  | 1                             | - 2013 Телевізійний документальний фільм/цикл |
| Деталі (34 канал)                                                                                               | 1                             | - 2013 Інформаційна програма — регіон |
| Вечірній Київ (Квартал 95)                                                                                      | 1                             | - 2013 Інформаційно-розважальна програма |
| Литвиненко Юлія                                                                                                 | 1                             | - 2013 Інтерв'юер |
| Юделевич Данило                                                                                                 | 1                             | - 2013 Композитор телевізійного художнього фільму/серіалу |
| Брюссель (М1)                                                                                                   | 1                             | - 2013 Музична програма/фільм |
| Гуєвський Володимир                                                                                             | 1                             | - 2013 Оператор/постановник телевізійної програми |
| Пекельна кухня (1+1)                                                                                            | 1                             | - 2013 Ефірне промо, промокампанія |
| Тіменко Олександр                                                                                               | 1                             | - 2013 Режисер/постановник (режисерська група) телевізійного художнього фільму/серіалу |
| Кобрин Ігор | 1                             | - 2013 Режисер/постановник (режисерська група) телевізійного документального фільму |
| Яковенчук Рита, Городничий Михайло                                                                              | 1                             | - 2013 Режисер/постановник (режисерська група) телевізійної програми |
| Махнюк Наталія                                                                                                  | 1                             | - 2013 Репортер-регіон |
| Голос Країни (1+1)                                                                                              | 1                             | - 2013 Форматна програма |
| Кадемін Роман                                                                                                   | 1                             | - 2013 Ведучий/ведуча спортивних програм |
| Команда гримерів ШоумаSтгоуон (Новий канал)                                                                     | 1                             | - 2013 Стиліст |
| Семерякова Аліна                                                                                                | 1                             | - 2013 Сценарист (сценарна група) телевізійного фільму/міні-серіалу/серіалу |
| Анна Герман (Star Media)                                                                                        | 1                             | - 2013 Телевізійний художній серіал |
| Казкова Русь (Квартал 95)                                                                                       | 1                             | - 2013 Телевізійний сітком/ скетчком |
| Метелики (FILM.UA)                                                                                              | 1                             | - 2013 Телевізійний художній фільм/ міні-серіал |
| День — як мить, (Львівська обласна державна телерадіокомпанія)                                                  | 1                             | - 2013 Документальний фільм — регіон |
| Мухін Борис | 1                             | - 2013 Художник-постановник телевізійної програми |
| Євгенія Гладій (FILM.UA)                                                                                        | 1                             | - 2015 Акторка телевізійного фільму, серіалу |
| Юлія Міншакірова (Донбас)                                                                                       | 2                             | - 2016 Ведучий, ведуча програми будь-якого формату — регіон - 2015 Ведучий, ведуча програми будь-якого формату — регіон |
| Олександр Денисов (Футбол 1/Футбол 2)                                                                           | 2                             | - 2016 Ведучий, ведуча спортивних програм - 2015 Ведучий, ведуча спортивних програм |
| Олексій Суханов (Україна)                                                                                       | 1                             | - 2015 Ведучий, ведуча ток-шоу |
| «Всупереч. Українське щастя» (34 канал)                                                                         | 1                             | - 2015 Документальний фільм — регіон |
| «Скрябін. Концерт пам'яті» (1+1)                                                                                | 1                             | - 2015 Ефірне промо, промокомпанія |
| «Тиждень. Підсумки» (TV5)                                                                                       | 1                             | - 2015 Інформаційна програма — регіон |
| «Орел и Решка» (Тінспіріт Студіо)                                                                               | 1                             | - 2015 Інформаційно-розважальна програма |
| «Хто зверху?» (Новий канал)                                                                                     | 1                             | - 2015 Інші форматні розважальні програми |
| «OE.20 LIVE IN KYIV» (FILM.UA)                                                                                  | 1                             | - 2015 Музична програма, фільм |
| «Хата на тата» — 3 сезон (СТБ)                                                                                  | 1                             | - 2015 Новий український формат телевізійної програми |
| Андрій Лисецький (FILM.UA)                                                                                      | 1                             | - 2015 Оператор, постановник телевізійного художнього фільму, серіалу |
| Олег Шевчишин, «Орел и Решка» (Тінспіріт Студіо)                                                                | 2                             | - 2016 Оператор-постановник телевізійної програми - 2015 Оператор-постановник телевізійної програми |
| «Покажи им» (Донбас)                                                                                            | 1                             | - 2015 Програма будь-якого формату — регіон |
| "Казка з татом — 2″ (ПЛЮСПЛЮС)                                                                                  | 1                             | - 2015 Програма для дітей |
| Артем Доллежаль, Владислав Ряшин (Star Media)                                                                   | 1                             | - 2015 Продюсер (продюсерська група) телевізійного фільму, серіалу |
| Вікторія Лєзіна-Масляна, Володимир Завадюк, Ганна Аксютенко — 2 сезон (1+1 Продакшн)                            | 2                             | - 2016 Продюсер (продюсерська група) телевізійної програми - 2015 Продюсер, продюсерська група телевізійної програми |
| Артем Литвиненко (FILM.UA)                                                                                      | 2                             | - 2016 Сценарист (сценарна група) телевізійного фільму/міні-серіалу/серіалу - 2015 Режисер (режисерська група) телевізійного художнього фільму, серіалу |
| Євгеній Синельніков (Тінспіріт Студіо)                                                                          | 2                             | - 2016 Режисер, постановник (режисерська група) телевізійної програми - 2015 Режисер, постановник (режисерська група) телевізійної програми |
| Роман Бочкала (Національні інформаційні системи)                                                                | 1                             | - 2015 Репортер |
| Євгенія Мельнік (TV5)                                                                                           | 2                             | - 2016 Репортер — регіон - 2015 Репортер — регіон |
| "Великий футбол″ (Футбол 1/Футбол 2)                                                                            | 2                             | - 2016 Спортивна програма - 2015 Спортивна програма |
| «Хоробрі серця» (1+1)                                                                                           | 1                             | - 2015 Суспльно-соціальне ток-шоу |
| Марія Бек, Олена Бойко (FILM.UA)                                                                                | 1                             | - 2015 Сценарист (сценарна група) телевізійного художнього фільму, міні-серіалу, серіалу |
| «Гречанка» (FILM.UA)                                                                                            | 1                             | - 2015 Телевізійна новела |
| Сезон весна-зима (Україна)                                                                                      | 1                             | - 2015 Телевізійний дизайн каналу |
| «Операція Крим» (1+1)                                                                                           | 1                             | - 2015 Телевізійний документальний фільм, цикл |
| «Казкова Русь» (Квартал 95)                                                                                     | 1                             | - 2015 Телевізійний сітком, скетчком |
| «Незламна» (FILM.UA)                                                                                            | 1                             | - 2015 Телевізійний художній фільм, міні-серіал |
| «Зважені та щасливі» — 4 сезон (СТБ)                                                                            | 1                             | - 2015 Форматне реаліті-шоу |
| «Голос. Діти» — 2 сезон (1+1)                                                                                   | 1                             | - 2015 Форматне талант-шоу |